# Gaius Suetonius Paulinus
Gaius Suetonius Paulinus war ein römischer General und Politiker des 1. Jahrhunderts n. Chr.
Als Militärführer ging er als Prätor, 41–42, nach Mauretania, um eine Rebellion zu unterdrücken. Er war der erste Römer, der das Atlasgebirge überquerte. Zwischen 42 und 44 war Paulinus Suffektkonsul. Im Jahr 58 wurde er Statthalter von Britannien und damit Kommandeur der dortigen Armee.
Suetonius unterdrückte energisch Rebellionen, vor allem in Wales, und war auf einem Feldzug gegen die Druiden von Mona (Anglesey, siehe auch Llyn Cerrig Bach), als Boudicca Camulodunum (etwa 60) zerstörte. Er musste eilig nach Süden marschieren, konnte aber Verulamium (bei St Albans) und Londinium nicht erreichen, so dass beide Städte schwere Schäden davontrugen. Paulinus rückte auf der Watling Street vor, um ein Schlachtfeld seiner Wahl zu suchen. Die beiden Armeen trafen zur Schlacht an der Watling Street an einem unbekannten Ort aufeinander, von dem man lediglich annimmt, dass es in den Midlands bei Manduessedum in der Nähe des heutigen Atherstone in Warwickshire liegen könnte. Die Disziplin der römischen Streitmacht reichte aus, um die zahlenmäßig weit überlegenen Briten in die Flucht zu schlagen. Nach Tacitus standen den 10.000 römischen rund 80.000 britische Kämpfer gegenüber. Die Armee Boudiccas rückte keilförmig auf die wartenden Römer zu, aber im Nahkampf führten die überlegenen Waffen und die Disziplin der Römer zu einem Rückzug der Angreifer. Tacitus hält fest, dass die eigenen Fouragewagen die Flucht der Briten verhinderten, so dass die Niederlage zur Metzelei wurde, auch unter den begleitenden Frauen und selbst den Zugtieren der Aufständischen. Tacitus berichtet von Verlusten in Höhe von 80.000 Personen auf britannischer Seite gegenüber 400 auf römischer Seite.
Im Jahr 62, kurz nach dem Sieg, holte Kaiser Nero Suetonius aus Britannien zurück. Im Jahr 66 wurde Suetonius wahrscheinlich zum zweiten Mal Konsul. Nach dem Tod Kaiser Galbas im Januar 69, im Vierkaiserjahr, übernahm Suetonius die Streitkräfte Othos gegen die Unterstützer des Vitellius und erzielte bei Cremona einen Sieg gegen Aulus Caecina Alienus. Otho erlitt jedoch eine entscheidende Niederlage in der Schlacht von Bedriacum, nach der Suetonius, obwohl er auf der falschen Seite gekämpft hatte, begnadigt wurde. Sein weiteres Schicksal ist unbekannt.